# هات‌تولا
هات‌ْتُولا (به فنلاندی: Hattula) یک منطقهٔ مسکونی در فنلاند است که در تاواستیای اصلی واقع شده‌است.